# Tarka cincér
A tarka cincér (Acanthoderes clavipes) a rovarok (Insecta) osztályának a bogarak (Coleoptera) rendjébe, ezen belül a mindenevő bogarak (Polyphaga) alrendjébe és a cincérfélék (Cerambycidae) családjába tartozó faj.

## Előfordulása
A tarka cincér egész Európában, Ázsiában és Észak-Afrikában elterjedt.

## Megjelenése

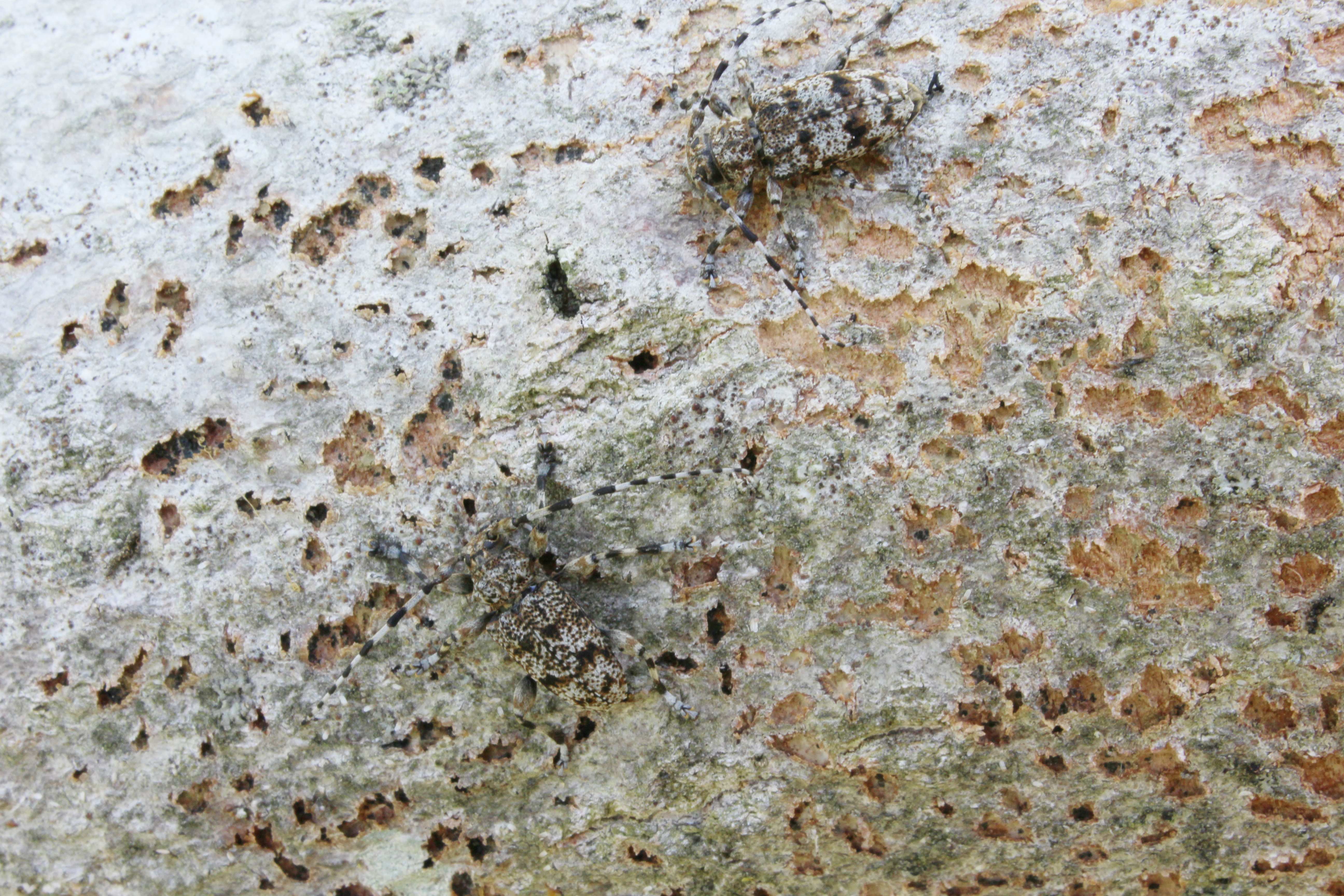
Tarka cincérek egy száraz rönkön

A tarka cincér 10-16 milliméter hosszú, fekete alapszínű bogár, de hátoldalát fehéresszürke, sárgásbarna és fekete szőrzet fedi, amely tarka mintázatot alkot. Ennek köszönhetően kitűnően beleolvad környezetébe.

## Életmódja
A tarka cincér lomberdők lakója. A lárvák 2 évig fejlődnek, cseresznye, hárs, bükk, dió, nyír vagy nyárfákban a törzs és a vastagabb ágak kérge alatt. Az imágó júniustól augusztusig figyelhető meg. Nappal a kéreg alatt, száraz törzseken vagy farakásokon rejtőznek, alkonyatkor aktívak.